# River Blythe (vattendrag i Storbritannien, lat 52,52, long -1,68)
River Blythe är ett vattendrag i Storbritannien.  River Blythe rinner genom de ceremoniella grevskapen Warwickshire och West Midlands. Det ligger i riksdelen England, i den södra delen av landet, 150 km nordväst om huvudstaden London.
Botaniskt är River Blythe en av de artrikaste vattendragen på det brittiska låglandet.